# María Salvo
Pour les articles homonymes, voir Salvo (homonymie).
María Salvo Iborra, née à Sabadell le 27 mai 1920 et morte le 16 novembre 2020 à Barcelone, est une femme politique catalane, victime de la répression sous la dictature franquiste.

## Biographie
Issue d'un milieu populaire de Sabadell, sa famille emménage dans le quartier de Les Corts, à Barcelone, alors qu'elle a sept ans. Elle abandonne l'école à treize ans pour travailler en tant que gardienne dans l'immeuble où elle vit. Elle travaille ensuite en tant que couturière et lingère.
En 1935, sous la Seconde République, elle commence à fréquenter les centres culturels de la Gauche Républicaine de Catalogne.
Au début de la guerre d'Espagne, en juillet 1936, elle entre à l'Union générale des travailleurs et travaille dans un atelier de vêtement collectivisé par la CNT et l'UGT. 
En 1938, elle est chargée du secrétariat de Propagande du comité de Barcelone des Jeunesses Socialistes Unifiées de Catalogne. 
Lorsque les nationalistes envahissent la Catalogne, au début de 1939, elle doit s'exiler en France.
Elle est internée dans les camps de concentration du Pouliguen et de Moisdon-la-Rivière.
En septembre, les autorités françaises l'obligent à rentrer en Espagne. Arrêtée par les franquistes, elle est détenue à Madrid, puis à la prison pour femmes de Les Corts, à Barcelone, où sont emprisonnées les opposantes politiques.  
Elle est jugée au tribunal militaire d'Alcalá de Henares et condamnée pour conspiration contre la sécurité intérieure de l'État à trente ans de prison
Incarcérée successivement à Saragosse, à la prison de Ventas de Madrid et de Ségovie, elle est libérée seize plus tard, avec une peine de bannissement de la province de Barcelone. Elle doit vivre à Santander.
Membre clandestine du Parti Socialiste Unifié de Catalogne, elle réussit néanmoins à rentrer illégalement à Barcelone pour continuer son combat politique.

## Postérité
Décédée en 2020 à l'âge de 100 ans, elle reste en Espagne l'une des personnalités symboliques de la lutte contre le franquisme.

## Récompenses
- Médaille d'honneur de la Ville de Barcelone (2003)
- Doctora honoris causa de l'Université polytechnique de Catalogne (2004)
- Creu de Sant Jordi (2005)[10]